# Europees kampioenschap voetbal mannen onder 17 - 2022
Het Europees kampioenschap voetbal mannen onder 17 van 2022 was de 38e editie van het UEFA-kampioenschap voetbal onder 17, een toernooi voor spelers onder de 17 jaar. Spelers moesten geboren zijn na 1 januari 2005 om deel te mogen nemen. Israël was het gastland op het toernooi, dat van 16 mei tot en met 1 juni 2022 plaatsvond.
Het Nederlands voetbalelftal onder 17 was de regerend kampioen, maar verloor in de finale met 2-1 van Frankrijk.

## Kwalificatie
De kwalificatie werd afgewerkt in twee delen. De kwalificatieronde werd gespeeld in de herfst van 2021 en de eliteronde in de lente van 2022.
| Land       | Gekwalificeerd als          | Beste prestatie                   |
| ---------- | --------------------------- | --------------------------------- |
| Israël     | Gastland                    | Groepsfase (2003, 2005)           |
| Nederland  | Eliteronde: winnaar groep 1 | Kampioen (2011, 2012, 2018, 2019) |
| Denemarken | Eliteronde: winnaar groep 2 | Halve finale (2011)               |
| Zweden     | Eliteronde: tweede groep 2  | Halve finale (2013)               |
| Duitsland  | Eliteronde: winnaar groep 3 | Kampioen (2009)                   |
| Schotland  | Eliteronde: tweede groep 3  | Halve finale (2014)               |
| Spanje     | Eliteronde: winnaar groep 4 | Kampioen (2007, 2008, 2017)       |
| België     | Eliteronde: tweede groep 4  | Halve finale (2007, 2015, 2018)   |
| Frankrijk  | Eliteronde: winnaar groep 5 | Kampioen (2004, 2015)             |
| Luxemburg  | Eliteronde: tweede groep 5  | Groepsfase (2006)                 |
| Italië     | Eliteronde: winnaar groep 6 | Halve finale (2003, 2018, 2019)   |
| Polen      | Eliteronde: tweede groep 6  | Halve finale (2012)               |
| Servië     | Eliteronde: winnaar groep 7 | Kwartfinale (2002)                |
| Turkije    | Eliteronde: tweede groep 7  | Kampioen (2005)                   |
| Portugal   | Eliteronde: winnaar groep 8 | Kampioen (2003, 2016)             |
| Bulgarije  | Eliteronde: tweede groep 8  | Groepsfase (2015)                 |

1. ↑  Het gastland hoeft geen kwalificatiewedstrijden te spelen, het is automatisch gekwalificeerd.
2. 1 2 3 4 5 6 7  Niet alle landen die tweede eindigden kwalificeerden zich. Alleen de beste 7 landen.

## Speelsteden
| · Ness Ziona Risjon Letsion Lod Ramat Gan Netanja |
| Ness Ziona                                        |
| Ness Zionastadion (Capaciteit: 6.000)             |
|                                                   |
| Risjon Letsion                                    |
| Haberfeldstadion (Capaciteit: 6.000)              |
|                                                   |
| Lod                                               |
| Gemeentestadion Lod (Capaciteit: 4.000)           |
| Ramat Gan                                         |
| Ramat Ganstadion (Capaciteit: 13.370)             |
|                                                   |
| Netanja                                           |
| Netanjastadion (Capaciteit: 13.610)               |
|                                                   |

## Groepsfase
Het speelschema van het toernooi werd bekendgemaakt op 31 maart 2022.
Beslissingscriteria
Als in de groepsfase landen gelijk eindigen in punten dan worden de volgende Beslissingscriteria gebruikt om te bepalen welk(e) land(en) zich kwalificeren voor de kwartfinale:
1. Hoogste aantal punten verkregen bij de onderlinge wedstrijden tussen de teams;
2. Doelsaldo verkregen bij de onderlinge wedstrijden tussen de gelijk eindigende teams;
3. Hoogste aantal gescoorde doelpunten verkregen bij de onderlinge wedstrijden tussen de teams;
4. Mochten er, na het toepassen van criteria 1 t/m 3, nog steeds twee teams gelijk eindigen, dan moeten criteria 1 t/m 3 opnieuw worden toegepast tussen deze twee teams. Staan deze teams dan nog steeds gelijk, dan wordt de positie bepaald door criteria 5 t/m 9;
5. Doelsaldo verkregen bij alle wedstrijden in de groep;
6. Hoogste aantal gescoorde doelpunten verkregen bij alle wedstrijden in de groep;
7. Mochten er twee teams in de laatste groepswedstrijd tegen elkaar spelen, de wedstrijd in een gelijkspel eindigen en de teams gelijk staan volgens criteria 1 t/m 6, dan spelen deze twee teams een strafschoppenserie om hun positie te bepalen. Dit geldt niet als er nog een ander team in dezelfde groep gelijk staat met deze twee teams of als de eindstand niet relevant is voor kwalificatie voor de kwartfinale;
8. Fair-Playklassement van het toernooi (rode kaart is 3 punten, een gele kaart is 1 punt, een rode kaart als gevolg van twee gele kaarten in een wedstrijd is 3 punten.
9. Positie op de UEFA-coëfficiëntenranglijst;
10. Loting.

### Groep A
| Pos | Team       | Wed | W | G | V | Ptn | DV | DT | +/− | Kwalificatie  |  |       |       |       |       |
| --- | ---------- | --- | - | - | - | --- | -- | -- | --- | ------------- |  | ----- | ----- | ----- | ----- |
| 1   | Duitsland  | 3   | 3 | 0 | 0 | 9   | 9  | 2  | +7  | Knock-outfase |  |       |       | 3 – 0 | 3 – 0 |
| 2   | Italië     | 3   | 2 | 0 | 1 | 6   | 4  | 3  | +1  | Knock-outfase |  | 2 – 3 |       |       |       |
| 3   | Israël (G) | 3   | 1 | 0 | 2 | 3   | 3  | 4  | −1  |               |  |       | 0 – 1 |       | 3 – 0 |
| 4   | Luxemburg  | 3   | 0 | 0 | 3 | 0   | 0  | 7  | −7  |               |  | 0 – 1 |       |       |       |

|                           |                      |         |                                       |                                                                                        |
| 16 mei 2022 17:30 (UTC+3) | Italië               | 2 – 3   | Duitsland                             | Stadion: Ness Zionastadion, Ness Ziona Toeschouwers: 483 Scheidsrechter: Willy Delajod |
| 16 mei 2022 17:30 (UTC+3) | Bruno 44' Bolzan 48' | Verslag | 24' Bischof 27' Wanner 56' Pejčinović | Stadion: Ness Zionastadion, Ness Ziona Toeschouwers: 483 Scheidsrechter: Willy Delajod |
| 16 mei 2022 17:30 (UTC+3) |                      |         |                                       | Stadion: Ness Zionastadion, Ness Ziona Toeschouwers: 483 Scheidsrechter: Willy Delajod |
| 16 mei 2022 17:30 (UTC+3) |                      |         |                                       | Stadion: Ness Zionastadion, Ness Ziona Toeschouwers: 483 Scheidsrechter: Willy Delajod |
|                           |                      |         |                                       |                                                                                        |

|                           |                             |         |           | |
| 16 mei 2022 20:00 (UTC+3) | Israël                      | 3 – 0   | Luxemburg | Stadion: Haberfeldstadion, Risjon Letsion Toeschouwers: 1.424 Scheidsrechter: Andrei Florin Chivulete |
| 16 mei 2022 20:00 (UTC+3) | Yusopove 78', 82' Zoabi 87' | Verslag |           | Stadion: Haberfeldstadion, Risjon Letsion Toeschouwers: 1.424 Scheidsrechter: Andrei Florin Chivulete |
| 16 mei 2022 20:00 (UTC+3) |                             |         |           | Stadion: Haberfeldstadion, Risjon Letsion Toeschouwers: 1.424 Scheidsrechter: Andrei Florin Chivulete |
| 16 mei 2022 20:00 (UTC+3) |                             |         |           | Stadion: Haberfeldstadion, Risjon Letsion Toeschouwers: 1.424 Scheidsrechter: Andrei Florin Chivulete |
|                           |                             |         |           | |

|                           |                                      |         |           |                                                                                             |
| 19 mei 2022 17:30 (UTC+3) | Duitsland                            | 3 – 0   | Luxemburg | Stadion: Haberfeldstadion, Risjon Letsion Toeschouwers: 184 Scheidsrechter: Igor Stojčevski |
| 19 mei 2022 17:30 (UTC+3) | Weiper 7' Ulrich 27' Ibrahimović 70' | Verslag |           | Stadion: Haberfeldstadion, Risjon Letsion Toeschouwers: 184 Scheidsrechter: Igor Stojčevski |
| 19 mei 2022 17:30 (UTC+3) |                                      |         |           | Stadion: Haberfeldstadion, Risjon Letsion Toeschouwers: 184 Scheidsrechter: Igor Stojčevski |
| 19 mei 2022 17:30 (UTC+3) |                                      |         |           | Stadion: Haberfeldstadion, Risjon Letsion Toeschouwers: 184 Scheidsrechter: Igor Stojčevski |
|                           |                                      |         |           |                                                                                             |

|                           |        |         |              | |
| 19 mei 2022 20:00 (UTC+3) | Israël | 0 – 1   | Italië       | Stadion: Ness Zionastadion, Ness Ziona Toeschouwers: 2.276 Scheidsrechter: Christian-Petru Ciochirca |
| 19 mei 2022 20:00 (UTC+3) |        | Verslag | 75' Esposito | Stadion: Ness Zionastadion, Ness Ziona Toeschouwers: 2.276 Scheidsrechter: Christian-Petru Ciochirca |
| 19 mei 2022 20:00 (UTC+3) |        |         |              | Stadion: Ness Zionastadion, Ness Ziona Toeschouwers: 2.276 Scheidsrechter: Christian-Petru Ciochirca |
| 19 mei 2022 20:00 (UTC+3) |        |         |              | Stadion: Ness Zionastadion, Ness Ziona Toeschouwers: 2.276 Scheidsrechter: Christian-Petru Ciochirca |
|                           |        |         |              | |

|                           |           |         |                      |                                                                                 |
| 22 mei 2022 20:00 (UTC+3) | Luxemburg | 0 – 1   | Italië               | Stadion: Ramat Ganstadion, Ramat Gan Toeschouwers: 139 Scheidsrechter: Tom Owen |
| 22 mei 2022 20:00 (UTC+3) |           | Verslag | 25' (pen.) Di Maggio | Stadion: Ramat Ganstadion, Ramat Gan Toeschouwers: 139 Scheidsrechter: Tom Owen |
| 22 mei 2022 20:00 (UTC+3) |           |         |                      | Stadion: Ramat Ganstadion, Ramat Gan Toeschouwers: 139 Scheidsrechter: Tom Owen |
| 22 mei 2022 20:00 (UTC+3) |           |         |                      | Stadion: Ramat Ganstadion, Ramat Gan Toeschouwers: 139 Scheidsrechter: Tom Owen |
|                           |           |         |                      |                                                                                 |

|                           |                              |         |        |                                                                                 |
| 22 mei 2022 20:00 (UTC+3) | Duitsland                    | 3 – 0   | Israël | Stadion: Gemeentestadion Lod, Lod Toeschouwers: 2.600 Scheidsrechter: Dario Bel |
| 22 mei 2022 20:00 (UTC+3) | Weiper 59' Raebiger 64', 67' | Verslag |        | Stadion: Gemeentestadion Lod, Lod Toeschouwers: 2.600 Scheidsrechter: Dario Bel |
| 22 mei 2022 20:00 (UTC+3) |                              |         |        | Stadion: Gemeentestadion Lod, Lod Toeschouwers: 2.600 Scheidsrechter: Dario Bel |
| 22 mei 2022 20:00 (UTC+3) |                              |         |        | Stadion: Gemeentestadion Lod, Lod Toeschouwers: 2.600 Scheidsrechter: Dario Bel |
|                           |                              |         |        |                                                                                 |

### Groep B
| Pos | Team      | Wed | W | G | V | Ptn | DV | DT | +/− | Kwalificatie  |       |  |       |       |       |
| --- | --------- | --- | - | - | - | --- | -- | -- | --- | ------------- | ----- |  | ----- | ----- | ----- |
| 1   | Nederland | 3   | 3 | 0 | 0 | 9   | 8  | 3  | +5  | Knock-outfase |       |  | 3 – 1 | 2 – 1 |       |
| 2   | Frankrijk | 3   | 2 | 0 | 1 | 6   | 11 | 4  | +7  | Knock-outfase |       |  |       | 6 – 1 | 4 – 0 |
| 3   | Polen     | 3   | 0 | 1 | 2 | 1   | 3  | 9  | −6  |               |       |  |       |       | 1 – 1 |
| 4   | Bulgarije | 3   | 0 | 1 | 2 | 1   | 2  | 8  | −6  |               | 1 – 3 |  |       |       |       |

|                           |                                                             |         |             |                                                                                                  |
| 16 mei 2022 17:30 (UTC+3) | Frankrijk                                                   | 6 – 1   | Polen       | Stadion: Ramat Ganstadion, Ramat Gan Toeschouwers: 270 Scheidsrechter: Christian-Petru Ciochirca |
| 16 mei 2022 17:30 (UTC+3) | Doué 6' (pen.), 15' Gueguin 27' Diallo 40' Tel 64' Byar 66' | Verslag | 74' Drachal | Stadion: Ramat Ganstadion, Ramat Gan Toeschouwers: 270 Scheidsrechter: Christian-Petru Ciochirca |
| 16 mei 2022 17:30 (UTC+3) |                                                             |         |             | Stadion: Ramat Ganstadion, Ramat Gan Toeschouwers: 270 Scheidsrechter: Christian-Petru Ciochirca |
| 16 mei 2022 17:30 (UTC+3) |                                                             |         |             | Stadion: Ramat Ganstadion, Ramat Gan Toeschouwers: 270 Scheidsrechter: Christian-Petru Ciochirca |
|                           |                                                             |         |             |                                                                                                  |

|                           |              |         |                                          |                                                                                     |
| 16 mei 2022 20:00 (UTC+3) | Bulgarije    | 1 – 3   | Nederland                                | Stadion: Gemeentestadion Lod, Lod Toeschouwers: 132 Scheidsrechter: Igor Stojčevski |
| 16 mei 2022 20:00 (UTC+3) | Georgiev 10' | Verslag | 30' Misehouy 60' Babadi 90+1' Van Duiven | Stadion: Gemeentestadion Lod, Lod Toeschouwers: 132 Scheidsrechter: Igor Stojčevski |
| 16 mei 2022 20:00 (UTC+3) |              |         |                                          | Stadion: Gemeentestadion Lod, Lod Toeschouwers: 132 Scheidsrechter: Igor Stojčevski |
| 16 mei 2022 20:00 (UTC+3) |              |         |                                          | Stadion: Gemeentestadion Lod, Lod Toeschouwers: 132 Scheidsrechter: Igor Stojčevski |
|                           |              |         |                                          |                                                                                     |

|                           |                                   |         |             |                                                                                           |
| 19 mei 2022 17:30 (UTC+3) | Nederland                         | 2 – 1   | Polen       | Stadion: Gemeentestadion Lod, Lod Toeschouwers: 262 Scheidsrechter: Helgi Mikael Jónasson |
| 19 mei 2022 17:30 (UTC+3) | Huijsen 51' (pen.) Boerhout 90+3' | Verslag | 88' Guercio | Stadion: Gemeentestadion Lod, Lod Toeschouwers: 262 Scheidsrechter: Helgi Mikael Jónasson |
| 19 mei 2022 17:30 (UTC+3) |                                   |         |             | Stadion: Gemeentestadion Lod, Lod Toeschouwers: 262 Scheidsrechter: Helgi Mikael Jónasson |
| 19 mei 2022 17:30 (UTC+3) |                                   |         |             | Stadion: Gemeentestadion Lod, Lod Toeschouwers: 262 Scheidsrechter: Helgi Mikael Jónasson |
|                           |                                   |         |             |                                                                                           |

|                           |                                       |         |                   |                                                                                                |
| 19 mei 2022 20:00 (UTC+3) | Frankrijk                             | 4 – 0   | Bulgarije         | Stadion: Ramat Ganstadion, Ramat Gan Toeschouwers: 340 Scheidsrechter: Andrei Florin Chivulete |
| 19 mei 2022 20:00 (UTC+3) | Tel 29', 44' Aiki 86' Zaïre-Emery 89' | Verslag | 63', 84' Rajtsjev | Stadion: Ramat Ganstadion, Ramat Gan Toeschouwers: 340 Scheidsrechter: Andrei Florin Chivulete |
| 19 mei 2022 20:00 (UTC+3) |                                       |         |                   | Stadion: Ramat Ganstadion, Ramat Gan Toeschouwers: 340 Scheidsrechter: Andrei Florin Chivulete |
| 19 mei 2022 20:00 (UTC+3) |                                       |         |                   | Stadion: Ramat Ganstadion, Ramat Gan Toeschouwers: 340 Scheidsrechter: Andrei Florin Chivulete |
|                           |                                       |         |                   |                                                                                                |

|                           |               |         |             |                                                                                                   |
| 22 mei 2022 17:30 (UTC+3) | Polen         | 1 – 1   | Bulgarije   | Stadion: Ness Zionastadion, Ness Ziona Toeschouwers: 52 Scheidsrechter: Christian-Petru Ciochirca |
| 22 mei 2022 17:30 (UTC+3) | Sławiński 47' | Verslag | 83' Trajkov | Stadion: Ness Zionastadion, Ness Ziona Toeschouwers: 52 Scheidsrechter: Christian-Petru Ciochirca |
| 22 mei 2022 17:30 (UTC+3) |               |         |             | Stadion: Ness Zionastadion, Ness Ziona Toeschouwers: 52 Scheidsrechter: Christian-Petru Ciochirca |
| 22 mei 2022 17:30 (UTC+3) |               |         |             | Stadion: Ness Zionastadion, Ness Ziona Toeschouwers: 52 Scheidsrechter: Christian-Petru Ciochirca |
|                           |               |         |             |                                                                                                   |

|                           |                                               |         |            |                                                                                                 |
| 22 mei 2022 17:30 (UTC+3) | Nederland                                     | 3 – 1   | Frankrijk  | Stadion: Haberfeldstadion, Risjon Letsion Toeschouwers: 1.177 Scheidsrechter: Henrik Nalbandjan |
| 22 mei 2022 17:30 (UTC+3) | Huijsen 76' (pen.) Milambo 81' Boerhout 90+4' | Verslag | 13' Diallo | Stadion: Haberfeldstadion, Risjon Letsion Toeschouwers: 1.177 Scheidsrechter: Henrik Nalbandjan |
| 22 mei 2022 17:30 (UTC+3) |                                               |         |            | Stadion: Haberfeldstadion, Risjon Letsion Toeschouwers: 1.177 Scheidsrechter: Henrik Nalbandjan |
| 22 mei 2022 17:30 (UTC+3) |                                               |         |            | Stadion: Haberfeldstadion, Risjon Letsion Toeschouwers: 1.177 Scheidsrechter: Henrik Nalbandjan |
|                           |                                               |         |            |                                                                                                 |

### Groep C
| Pos | Team    | Wed | W | G | V | Ptn | DV | DT | +/− | Kwalificatie  |       |  |       |       |       |
| --- | ------- | --- | - | - | - | --- | -- | -- | --- | ------------- | ----- |  | ----- | ----- | ----- |
| 1   | Spanje  | 3   | 2 | 1 | 0 | 7   | 5  | 1  | +4  | Knock-outfase |       |  | 1 – 1 | 2 – 0 |       |
| 2   | Servië  | 3   | 1 | 2 | 0 | 5   | 4  | 3  | +1  | Knock-outfase |       |  |       | 1 – 1 | 2 – 1 |
| 3   | België  | 3   | 1 | 1 | 1 | 4   | 4  | 4  | 0   |               |       |  |       |       | 3 – 1 |
| 4   | Turkije | 3   | 0 | 0 | 3 | 0   | 2  | 7  | −5  |               | 0 – 2 |  |       |       |       |

|                           |                      |         |                    |                                                                                                   |
| 17 mei 2022 17:30 (UTC+3) | Servië               | 1 – 1   | België             | Stadion: Haberfeldstadion, Risjon Letsion Toeschouwers: 164 Scheidsrechter: Helgi Mikael Jónasson |
| 17 mei 2022 17:30 (UTC+3) | Milošević 88' (pen.) | Verslag | 17' Idumbo Muzambo | Stadion: Haberfeldstadion, Risjon Letsion Toeschouwers: 164 Scheidsrechter: Helgi Mikael Jónasson |
| 17 mei 2022 17:30 (UTC+3) |                      |         |                    | Stadion: Haberfeldstadion, Risjon Letsion Toeschouwers: 164 Scheidsrechter: Helgi Mikael Jónasson |
| 17 mei 2022 17:30 (UTC+3) |                      |         |                    | Stadion: Haberfeldstadion, Risjon Letsion Toeschouwers: 164 Scheidsrechter: Helgi Mikael Jónasson |
|                           |                      |         |                    |                                                                                                   |

|                           |         |         |                         |                                                                                    |
| 17 mei 2022 20:00 (UTC+3) | Turkije | 0 – 2   | Spanje                  | Stadion: Ness Zionastadion, Ness Ziona Toeschouwers: 162 Scheidsrechter: Dario Bel |
| 17 mei 2022 20:00 (UTC+3) |         | Verslag | 41' Rodríguez 53' Bravo | Stadion: Ness Zionastadion, Ness Ziona Toeschouwers: 162 Scheidsrechter: Dario Bel |
| 17 mei 2022 20:00 (UTC+3) |         |         |                         | Stadion: Ness Zionastadion, Ness Ziona Toeschouwers: 162 Scheidsrechter: Dario Bel |
| 17 mei 2022 20:00 (UTC+3) |         |         |                         | Stadion: Ness Zionastadion, Ness Ziona Toeschouwers: 162 Scheidsrechter: Dario Bel |
|                           |         |         |                         |                                                                                    |

|                           |                           |         |                              |                                                                                      |
| 20 mei 2022 14:30 (UTC+3) | Servië                    | 2 – 1   | Turkije                      | Stadion: Haberfeldstadion, Risjon Letsion Toeschouwers: 285 Scheidsrechter: Tom Owen |
| 20 mei 2022 14:30 (UTC+3) | Šljivić 17' Milošević 52' | Verslag | 43' Uzun 59', 90+6' Yıldırım | Stadion: Haberfeldstadion, Risjon Letsion Toeschouwers: 285 Scheidsrechter: Tom Owen |
| 20 mei 2022 14:30 (UTC+3) |                           |         |                              | Stadion: Haberfeldstadion, Risjon Letsion Toeschouwers: 285 Scheidsrechter: Tom Owen |
| 20 mei 2022 14:30 (UTC+3) |                           |         |                              | Stadion: Haberfeldstadion, Risjon Letsion Toeschouwers: 285 Scheidsrechter: Tom Owen |
|                           |                           |         |                              |                                                                                      |

|                           |                     |         |        |                                                                                              |
| 20 mei 2022 16:30 (UTC+3) | Spanje              | 2 – 0   | België | Stadion: Ness Zionastadion, Ness Ziona Toeschouwers: 1.035 Scheidsrechter: Henrik Nalbandjan |
| 20 mei 2022 16:30 (UTC+3) | Boñar 12' Bravo 45' | Verslag |        | Stadion: Ness Zionastadion, Ness Ziona Toeschouwers: 1.035 Scheidsrechter: Henrik Nalbandjan |
| 20 mei 2022 16:30 (UTC+3) |                     |         |        | Stadion: Ness Zionastadion, Ness Ziona Toeschouwers: 1.035 Scheidsrechter: Henrik Nalbandjan |
| 20 mei 2022 16:30 (UTC+3) |                     |         |        | Stadion: Ness Zionastadion, Ness Ziona Toeschouwers: 1.035 Scheidsrechter: Henrik Nalbandjan |
|                           |                     |         |        |                                                                                              |

|                           |                                                  |         |          |                                                                                                  |
| 23 mei 2022 17:30 (UTC+3) | België                                           | 3 – 1   | Turkije  | Stadion: Ness Zionastadion, Ness Ziona Toeschouwers: 102 Scheidsrechter: Andrei Florin Chivulete |
| 23 mei 2022 17:30 (UTC+3) | Idumbo-Muzambo 62' (pen.) Spileers 73' Talbi 77' | Verslag | 76' Uzun | Stadion: Ness Zionastadion, Ness Ziona Toeschouwers: 102 Scheidsrechter: Andrei Florin Chivulete |
| 23 mei 2022 17:30 (UTC+3) |                                                  |         |          | Stadion: Ness Zionastadion, Ness Ziona Toeschouwers: 102 Scheidsrechter: Andrei Florin Chivulete |
| 23 mei 2022 17:30 (UTC+3) |                                                  |         |          | Stadion: Ness Zionastadion, Ness Ziona Toeschouwers: 102 Scheidsrechter: Andrei Florin Chivulete |
|                           |                                                  |         |          |                                                                                                  |

|                           |           |         |                                         |                                                                                           |
| 23 mei 2022 17:30 (UTC+3) | Spanje    | 1 – 1   | Servië                                  | Stadion: Haberfeldstadion, Risjon Letsion Toeschouwers: 558 Scheidsrechter: Willy Delajod |
| 23 mei 2022 17:30 (UTC+3) | Mella 76' | Verslag | 74', 78' Mijatović 88' (pen.) Milošević | Stadion: Haberfeldstadion, Risjon Letsion Toeschouwers: 558 Scheidsrechter: Willy Delajod |
| 23 mei 2022 17:30 (UTC+3) |           |         |                                         | Stadion: Haberfeldstadion, Risjon Letsion Toeschouwers: 558 Scheidsrechter: Willy Delajod |
| 23 mei 2022 17:30 (UTC+3) |           |         |                                         | Stadion: Haberfeldstadion, Risjon Letsion Toeschouwers: 558 Scheidsrechter: Willy Delajod |
|                           |           |         |                                         |                                                                                           |

### Groep D
| Pos | Team       | Wed | W | G | V | Ptn | DV | DT | +/− | Kwalificatie  |  |       |  |       |       |
| --- | ---------- | --- | - | - | - | --- | -- | -- | --- | ------------- |  | ----- |  | ----- | ----- |
| 1   | Denemarken | 3   | 2 | 0 | 1 | 6   | 7  | 4  | +3  | Knock-outfase |  |       |  | 1 – 2 | 3 – 1 |
| 2   | Portugal   | 3   | 2 | 0 | 1 | 6   | 10 | 6  | +4  | Knock-outfase |  | 1 – 3 |  | 4 – 2 |       |
| 3   | Zweden     | 3   | 2 | 0 | 1 | 6   | 5  | 5  | 0   |               |  |       |  |       | 1 – 0 |
| 4   | Schotland  | 3   | 0 | 0 | 3 | 0   | 2  | 9  | −7  |               |  | 1 – 5 |  |       |       |

1. 1 2 3  Gerangschikt op onderling doelsaldo (Criteria 2.): Denemarken +1, Portugal 0, Zweden −1.

|                           |            |         |                      |                                                                                          |
| 17 mei 2022 17:30 (UTC+3) | Denemarken | 1 – 2   | Zweden               | Stadion: Ramat Ganstadion, Ramat Gan Toeschouwers: 190 Scheidsrechter: Henrik Nalbandjan |
| 17 mei 2022 17:30 (UTC+3) | Sahsah 59' | Verslag | 3' (pen.), 24' Kanga | Stadion: Ramat Ganstadion, Ramat Gan Toeschouwers: 190 Scheidsrechter: Henrik Nalbandjan |
| 17 mei 2022 17:30 (UTC+3) |            |         |                      | Stadion: Ramat Ganstadion, Ramat Gan Toeschouwers: 190 Scheidsrechter: Henrik Nalbandjan |
| 17 mei 2022 17:30 (UTC+3) |            |         |                      | Stadion: Ramat Ganstadion, Ramat Gan Toeschouwers: 190 Scheidsrechter: Henrik Nalbandjan |
|                           |            |         |                      |                                                                                          |

|                           |               |         |                                                                 |                                                                              |
| 17 mei 2022 20:00 (UTC+3) | Schotland     | 1 – 5   | Portugal                                                        | Stadion: Gemeentestadion Lod, Lod Toeschouwers: 204 Scheidsrechter: Tom Owen |
| 17 mei 2022 20:00 (UTC+3) | Mackenzie 62' | Verslag | 8' Lima 26' Rodrigues 37' (pen.) Veloso 69' Moreira 73' Ribeiro | Stadion: Gemeentestadion Lod, Lod Toeschouwers: 204 Scheidsrechter: Tom Owen |
| 17 mei 2022 20:00 (UTC+3) |               |         |                                                                 | Stadion: Gemeentestadion Lod, Lod Toeschouwers: 204 Scheidsrechter: Tom Owen |
| 17 mei 2022 20:00 (UTC+3) |               |         |                                                                 | Stadion: Gemeentestadion Lod, Lod Toeschouwers: 204 Scheidsrechter: Tom Owen |
|                           |               |         |                                                                 |                                                                              |

|                           |                                                |         |            |                                                                                  |
| 20 mei 2022 14:30 (UTC+3) | Denemarken                                     | 3 – 1   | Schotland  | Stadion: Ramat Ganstadion, Ramat Gan Toeschouwers: 185 Scheidsrechter: Dario Bel |
| 20 mei 2022 14:30 (UTC+3) | Simmelhack 33' Mackenzie 47' (e.d.) Jensen 71' | Verslag | 35' Wilson | Stadion: Ramat Ganstadion, Ramat Gan Toeschouwers: 185 Scheidsrechter: Dario Bel |
| 20 mei 2022 14:30 (UTC+3) |                                                |         |            | Stadion: Ramat Ganstadion, Ramat Gan Toeschouwers: 185 Scheidsrechter: Dario Bel |
| 20 mei 2022 14:30 (UTC+3) |                                                |         |            | Stadion: Ramat Ganstadion, Ramat Gan Toeschouwers: 185 Scheidsrechter: Dario Bel |
|                           |                                                |         |            |                                                                                  |

|                           |                                           |         |                          |                                                                                   |
| 20 mei 2022 16:30 (UTC+3) | Portugal                                  | 4 – 2   | Zweden                   | Stadion: Gemeentestadion Lod, Lod Toeschouwers: 620 Scheidsrechter: Willy Delajod |
| 20 mei 2022 16:30 (UTC+3) | Ribeiro 32' Veloso 37', 60' Moreira 45+1' | Verslag | 7' Kanga 80' De Oliveira | Stadion: Gemeentestadion Lod, Lod Toeschouwers: 620 Scheidsrechter: Willy Delajod |
| 20 mei 2022 16:30 (UTC+3) |                                           |         |                          | Stadion: Gemeentestadion Lod, Lod Toeschouwers: 620 Scheidsrechter: Willy Delajod |
| 20 mei 2022 16:30 (UTC+3) |                                           |         |                          | Stadion: Gemeentestadion Lod, Lod Toeschouwers: 620 Scheidsrechter: Willy Delajod |
|                           |                                           |         |                          |                                                                                   |

|                           |           |         |           |                                                                                           |
| 23 mei 2022 20:00 (UTC+3) | Zweden    | 1 – 0   | Schotland | Stadion: Gemeentestadion Lod, Lod Toeschouwers: 113 Scheidsrechter: Helgi Mikael Jónasson |
| 23 mei 2022 20:00 (UTC+3) | Kanga 66' | Verslag |           | Stadion: Gemeentestadion Lod, Lod Toeschouwers: 113 Scheidsrechter: Helgi Mikael Jónasson |
| 23 mei 2022 20:00 (UTC+3) |           |         |           | Stadion: Gemeentestadion Lod, Lod Toeschouwers: 113 Scheidsrechter: Helgi Mikael Jónasson |
| 23 mei 2022 20:00 (UTC+3) |           |         |           | Stadion: Gemeentestadion Lod, Lod Toeschouwers: 113 Scheidsrechter: Helgi Mikael Jónasson |
|                           |           |         |           |                                                                                           |

|                           |          |         |                                                   |                                                                                        |
| 23 mei 2022 20:00 (UTC+3) | Portugal | 1 – 3   | Denemarken                                        | Stadion: Ramat Ganstadion, Ramat Gan Toeschouwers: 283 Scheidsrechter: Igor Stojčevski |
| 23 mei 2022 20:00 (UTC+3) | Lima 30' | Verslag | 62' Nartey 70' Hansborg-Sørensen 90' (e.d.) Gomes | Stadion: Ramat Ganstadion, Ramat Gan Toeschouwers: 283 Scheidsrechter: Igor Stojčevski |
| 23 mei 2022 20:00 (UTC+3) |          |         |                                                   | Stadion: Ramat Ganstadion, Ramat Gan Toeschouwers: 283 Scheidsrechter: Igor Stojčevski |
| 23 mei 2022 20:00 (UTC+3) |          |         |                                                   | Stadion: Ramat Ganstadion, Ramat Gan Toeschouwers: 283 Scheidsrechter: Igor Stojčevski |
|                           |          |         |                                                   |                                                                                        |

## Knock-outfase
|  | Kwartfinales                              | Kwartfinales                     |                                  |       | Halve finales | Halve finales |  |  | Finale | Finale |
|  |                                           |                                  |                                  |       |               |               |  |  |        |        |
|  | 25 mei - Haberfeldstadion, Risjon Letsion |                                  |                                  |       |               |               |  |  |        |        |
|  |                                           |                                  |                                  |       |               |               |  |  |        |        |
|  | Duitsland                                 | 1 (3)                            |                                  |       |               |               |  |  |        |        |
|  | Duitsland                                 | 1 (3)                            | 29 mei - Netanjastadion, Netanja |       |               |               |  |  |        |        |
|  | Frankrijk (w.n.s.)                        | 1 (4)                            |                                  |       |               |               |  |  |        |        |
|  | Frankrijk (w.n.s.)                        | 1 (4)                            | Frankrijk (w.n.s.)               | 2 (6) |               |               |  |  |        |        |
|  | 26 mei - Netanjastadion, Netanja          |                                  | Frankrijk (w.n.s.)               | 2 (6) |               |               |  |  |        |        |
|  |                                           | Portugal                         | 2 (5)                            |       |               |               |  |  |        |        |
|  | Spanje                                    | Portugal                         | 2 (5)                            | 1     |               |               |  |  |        |        |
|  | Spanje                                    |                                  | 1 juni - Netanjastadion, Netanja | 1     |               |               |  |  |        |        |
|  | Portugal                                  | 2                                |                                  |       |               |               |  |  |        |        |
|  | Portugal                                  | 2                                | Frankrijk                        | 2     |               |               |  |  |        |        |
|  | 25 mei - Netanjastadion, Netanja          |                                  | Frankrijk                        | 2     |               |               |  |  |        |        |
|  |                                           | Nederland                        | 1                                |       |               |               |  |  |        |        |
|  | Nederland                                 | Nederland                        | 1                                | 2     |               |               |  |  |        |        |
|  | Nederland                                 | 29 mei - Netanjastadion, Netanja |                                  | 2     |               |               |  |  |        |        |
|  | Italië                                    | 1                                |                                  |       |               |               |  |  |        |        |
|  | Italië                                    | 1                                | Nederland (w.n.s.)               | 2 (5) |               |               |  |  |        |        |
|  | 26 mei - Ness Zionastadion, Ness Ziona    |                                  | Nederland (w.n.s.)               | 2 (5) |               |               |  |  |        |        |
|  |                                           | Servië                           | 2 (3)                            |       |               |               |  |  |        |        |
|  | Denemarken                                | Servië                           | 2 (3)                            | 1     |               |               |  |  |        |        |
|  | Denemarken                                |                                  |                                  | 1     |               |               |  |  |        |        |
|  | Servië                                    | 2                                |                                  |       |               |               |  |  |        |        |
|  | Servië                                    | 2                                |                                  |       |               |               |  |  |        |        |

### Kwartfinales
|                           |                                                              |                  |                                                   |                                                                                         |
| 25 mei 2022 17:30 (UTC+3) | Duitsland                                                    | 1 – 1 3 – 4 pen. | Frankrijk                                         | Stadion: Haberfeldstadion, Risjon Letsion Toeschouwers: 1.012 Scheidsrechter: Dario Bel |
| 25 mei 2022 17:30 (UTC+3) | Weiper 38'                                                   | Verslag          | 19' Saettel                                       | Stadion: Haberfeldstadion, Risjon Letsion Toeschouwers: 1.012 Scheidsrechter: Dario Bel |
| 25 mei 2022 17:30 (UTC+3) | Strafschoppen                                                |                  |                                                   | Stadion: Haberfeldstadion, Risjon Letsion Toeschouwers: 1.012 Scheidsrechter: Dario Bel |
| 25 mei 2022 17:30 (UTC+3) | Schulz Pejčinović Bischof Ibrahimović Krattenmacher Fritschi |                  | Zaïre-Emery Byar Atangana Edoa Kabamba Tel Diallo | Stadion: Haberfeldstadion, Risjon Letsion Toeschouwers: 1.012 Scheidsrechter: Dario Bel |
|                           |                                                              |                  |                                                   |                                                                                         |

|                           |                             |         |            |                                                                                  |
| 25 mei 2022 20:00 (UTC+3) | Nederland                   | 2 – 1   | Italië     | Stadion: Netanjastadion, Netanja Toeschouwers: 340 Scheidsrechter: Willy Delajod |
| 25 mei 2022 20:00 (UTC+3) | Misehouy 27' Van Duiven 43' | Verslag | 64' Lipani | Stadion: Netanjastadion, Netanja Toeschouwers: 340 Scheidsrechter: Willy Delajod |
| 25 mei 2022 20:00 (UTC+3) |                             |         |            | Stadion: Netanjastadion, Netanja Toeschouwers: 340 Scheidsrechter: Willy Delajod |
| 25 mei 2022 20:00 (UTC+3) |                             |         |            | Stadion: Netanjastadion, Netanja Toeschouwers: 340 Scheidsrechter: Willy Delajod |
|                           |                             |         |            |                                                                                  |

|                           |                |         |                        |                                                                                                  |
| 26 mei 2022 17:30 (UTC+3) | Denemarken     | 1 – 2   | Servië                 | Stadion: Ness Zionastadion, Ness Ziona Toeschouwers: 383 Scheidsrechter: Andrei Florin Chivulete |
| 26 mei 2022 17:30 (UTC+3) | E. Højlund 48' | Verslag | 3' Simić 64' Milošević | Stadion: Ness Zionastadion, Ness Ziona Toeschouwers: 383 Scheidsrechter: Andrei Florin Chivulete |
| 26 mei 2022 17:30 (UTC+3) |                |         |                        | Stadion: Ness Zionastadion, Ness Ziona Toeschouwers: 383 Scheidsrechter: Andrei Florin Chivulete |
| 26 mei 2022 17:30 (UTC+3) |                |         |                        | Stadion: Ness Zionastadion, Ness Ziona Toeschouwers: 383 Scheidsrechter: Andrei Florin Chivulete |
|                           |                |         |                        |                                                                                                  |

|                           |           |         |                                 |                                                                                              |
| 26 mei 2022 20:00 (UTC+3) | Spanje    | 1 – 2   | Portugal                        | Stadion: Netanjastadion, Netanja Toeschouwers: 656 Scheidsrechter: Christian-Petru Ciochirca |
| 26 mei 2022 20:00 (UTC+3) | Boñar 17' | Verslag | 9' Moreira 63' (pen.) Rodrigues | Stadion: Netanjastadion, Netanja Toeschouwers: 656 Scheidsrechter: Christian-Petru Ciochirca |
| 26 mei 2022 20:00 (UTC+3) |           |         |                                 | Stadion: Netanjastadion, Netanja Toeschouwers: 656 Scheidsrechter: Christian-Petru Ciochirca |
| 26 mei 2022 20:00 (UTC+3) |           |         |                                 | Stadion: Netanjastadion, Netanja Toeschouwers: 656 Scheidsrechter: Christian-Petru Ciochirca |
|                           |           |         |                                 |                                                                                              |

### Halve finales
|                           |                                           |                  |                                                 |                                                                                |
| 29 mei 2022 17:30 (UTC+3) | Frankrijk                                 | 2 – 2 6 – 5 pen. | Portugal                                        | Stadion: Netanjastadion, Netanja Toeschouwers: 1.165 Scheidsrechter: Dario Bel |
| 29 mei 2022 17:30 (UTC+3) | Zaïre-Emery 8' Muniz 45+1' (e.d.)         | Verslag          | 12' Moreira 20' Essugo                          | Stadion: Netanjastadion, Netanja Toeschouwers: 1.165 Scheidsrechter: Dario Bel |
| 29 mei 2022 17:30 (UTC+3) | Strafschoppen                             |                  |                                                 | Stadion: Netanjastadion, Netanja Toeschouwers: 1.165 Scheidsrechter: Dario Bel |
| 29 mei 2022 17:30 (UTC+3) | Gueguin Diallo Kabamba Byar Tel Bitshiabu |                  | Gonçalves Muniz Rodrigues Essugo Djaló Mendonça | Stadion: Netanjastadion, Netanja Toeschouwers: 1.165 Scheidsrechter: Dario Bel |
|                           |                                           |                  |                                                 |                                                                                |

|                           |                                              |                  |                                        |                                                                                      |
| 29 mei 2022 21:00 (UTC+3) | Nederland                                    | 2 – 2 5 – 3 pen. | Servië                                 | Stadion: Netanjastadion, Netanja Toeschouwers: 320 Scheidsrechter: Henrik Nalbandjan |
| 29 mei 2022 21:00 (UTC+3) | Van Duiven 47' Slory 73'                     | Verslag          | 50' Milošević 55' Mijatović            | Stadion: Netanjastadion, Netanja Toeschouwers: 320 Scheidsrechter: Henrik Nalbandjan |
| 29 mei 2022 21:00 (UTC+3) | Strafschoppen                                |                  |                                        | Stadion: Netanjastadion, Netanja Toeschouwers: 320 Scheidsrechter: Henrik Nalbandjan |
| 29 mei 2022 21:00 (UTC+3) | Huijsen Van den Heuvel Agougil Kleijn Babadi |                  | Stanković Radonjić Šljivić Serafimović | Stadion: Netanjastadion, Netanja Toeschouwers: 320 Scheidsrechter: Henrik Nalbandjan |
|                           |                                              |                  |                                        |                                                                                      |

### Finale
|                           |                  |         |           |                                                                                                |
| 1 juni 2022 19:00 (UTC+3) | Frankrijk        | 2 – 1   | Nederland | Stadion: Netanjastadion, Netanja Toeschouwers: 6.725 Scheidsrechter: Christian-Petru Ciochirca |
| 1 juni 2022 19:00 (UTC+3) | Kumbedi 58', 60' | Verslag | 48' Slory | Stadion: Netanjastadion, Netanja Toeschouwers: 6.725 Scheidsrechter: Christian-Petru Ciochirca |
| 1 juni 2022 19:00 (UTC+3) |                  |         |           | Stadion: Netanjastadion, Netanja Toeschouwers: 6.725 Scheidsrechter: Christian-Petru Ciochirca |
| 1 juni 2022 19:00 (UTC+3) |                  |         |           | Stadion: Netanjastadion, Netanja Toeschouwers: 6.725 Scheidsrechter: Christian-Petru Ciochirca |
|                           |                  |         |           |                                                                                                |

## Statistieken

### Disciplinaire strafpunten
Ploegen ontvangen disciplinaire strafpunten voor gele en rode kaarten tijdens alle groepswedstrijden. Dit betreft niet alleen de spelers in het veld maar ook de spelers en staf op de bank. Wanneer 2 (of meer) ploegen in de stand gelijk eindigen dan kan het aantal strafpunten bepalend worden voor de uiteindelijke volgorde in de stand.
Vanaf de knock-outfase spelen de kaarten geen rol meer bij de bepaling van welke volgorde dan ook. Deze kaarten zijn dan ook niet opgenomen in onderstaand overzicht.
Voor elke gele kaart ontvangt een ploeg 1 strafpunt. Voor direct rood zijn dit 3 strafpunten. Bij een tweede gele kaart voor dezelfde speler, dus indirect rood, volgen 2 extra strafpunten zodat ook deze rode kaart tot 3 strafpunten leidt. Een gele kaart gevolgd door direct rood, is in het totaal 4 strafpunten.
| Groep A | Groep A    | Groep A    | Groep A                                              | Groep A    | Groep A |
| #       | Ploeg      | Gele kaart | Twee gele kaarten in 1 wedstrijd aan dezelfde speler | Rode kaart | SP      |
| ------- | ---------- | ---------- | ---------------------------------------------------- | ---------- | ------- |
| 1.      | Italië     | 03         | 0                                                    | 0          | 03      |
| 2.      | Israël     | 05         | 0                                                    | 0          | 05      |
| 2.      | Luxemburg  | 05         | 0                                                    | 0          | 05      |
| 4.      | Duitsland  | 06         | 0                                                    | 0          | 06      |
|         |            |            |                                                      |            |         |
| Groep D |            |            |                                                      |            |         |
| #       | Ploeg      | Gele kaart | Twee gele kaarten in 1 wedstrijd aan dezelfde speler | Rode kaart | SP      |
| 1.      | Denemarken | 02         | 0                                                    | 0          | 02      |
| 2.      | Portugal   | 04         | 0                                                    | 0          | 04      |
| 2.      | Zweden     | 04         | 0                                                    | 0          | 04      |
| 4.      | Schotland  | 06         | 0                                                    | 0          | 06      |

| Groep B | Groep B   | Groep B    | Groep B                                              | Groep B    | Groep B |
| #       | Ploeg     | Gele kaart | Twee gele kaarten in 1 wedstrijd aan dezelfde speler | Rode kaart | SP      |
| ------- | --------- | ---------- | ---------------------------------------------------- | ---------- | ------- |
| 1.      | Frankrijk | 05         | 0                                                    | 0          | 05      |
| 2.      | Nederland | 06         | 0                                                    | 0          | 06      |
| 3.      | Polen     | 07         | 0                                                    | 0          | 07      |
| 4.      | Bulgarije | 06         | 1                                                    | 0          | 09      |

| Groep C | Groep C | Groep C    | Groep C                                              | Groep C    | Groep C |
| #       | Ploeg   | Gele kaart | Twee gele kaarten in 1 wedstrijd aan dezelfde speler | Rode kaart | SP      |
| ------- | ------- | ---------- | ---------------------------------------------------- | ---------- | ------- |
| 1.      | Spanje  | 02         | 0                                                    | 0          | 02      |
| 2.      | België  | 03         | 0                                                    | 0          | 03      |
| 3.      | Servië  | 04         | 1                                                    | 0          | 07      |
| 4.      | Turkije | 10         | 1                                                    | 0          | 13      |

### Doelpuntenmakers
5 doelpunten
- Jovan Milošević

4 doelpunten
- Afonso Moreira
- Jardell Kanga

3 doelpunten
- Nelson Weiper
- Mathys Tel
- Jason van Duiven
- João Veloso

2 doelpunten
- Stanis Idumbo-Muzambo
- Sidney Raebiger
- Zoumana Diallo
- Désiré Doué
- Saël Kumbedi
- Warren Zaïre-Emery
- Yan Yusopove
- Yoram Boerhout
- Dean Huijsen
- Gabriel Misehouy
- Jaden Slory
- Ivan Lima
- Rodrigo Ribeiro
- José Rodrigues
- Javier Boñar
- Iker Bravo
- Can Uzun

1 doelpunt
- Jorne Spileers
- Chemsdine Talbi
- Martin Georgiev
- Stefan Trajkov
- Elias Hansborg-Sørensen
- Emil Højlund
- Markus Jensen
- Noah Nartey
- Noah Sahsah
- Alexander Simmelhack
- Tom Bischof
- Arijon Ibrahimović
- Dženan Pejčinović
- Laurin Ulrich
- Paul Wanner
- Ayman Aiki
- Naim Byar
- Axel Gueguin
- Tom Saettel
- Karem Zoabi
- Alessandro Bolzan
- Kevin Bruno
- Luca Di Maggio
- Francesco Pio Esposito
- Luca Lipani
- Isaac Babadi
- Antoni Milambo
- Dawid Drachal
- Tommaso Guercio
- Oliwier Sławiński
- Dário Essugo
- Magnus Mackenzie
- Rory Wilson
- Jovan Mijatović
- Jan-Carlo Simić
- Jovan Šljivić
- David Mella
- Daniel Rodríguez
- Leonardo de Oliveira

1 eigen doelpunt
- Luís Gomes (tegen Denemarken)
- João Muniz (tegen Frankrijk)
- Magnus Mackenzie (tegen Denemarken)

### Assists
3 assists
- Jaden Slory

2 assists
- Enock Agyei
- Elias Hansborg-Sørensen
- Dženan Pejčinović
- Paul Wanner
- Alexis Kabamba
- Saël Kumbedi
- Mathys Tel
- Yuval Kretzo
- Kevin Bruno
- Mike Kleijn
- Leonardo Barroso
- Ussumane Djaló
- Jovan Milošević
- Aleksandar Stanković
- Daniel Rodríguez
- Taha Ayari

1 assist
- Zahari Atanasov
- Nedzhib Hadzha
- Valdemar Byskov Andreasen
- Emil Højlund
- Oscar Winther Højlund
- Noah Nartey
- Noah Sahsah
- Samuele di Benedetto
- Vincent Manuba
- Laurin Ulrich
- Nelson Weiper
- Valentin Atangana Edoa
- Zoumana Diallo
- Axel Gueguin
- Junior Ndiaye
- Karem Zoabi
- Alessio Vacca
- Isaac Babadi
- Yoram Boerhout
- Gabriel Misehouy
- Silvano Vos
- Tommaso Guercio
- Kacper Masiak
- Kacper Terlecki
- João Conceição
- Martim Fernandes
- Ivan Lima
- Afonso Moreira
- Mateja Bubanj
- Stefan Bukinac
- Iker Bravo
- Wassim Keddari
- Dani Pérez
- Halil Özdemir
- Diren Dağdeviren
- Emmanuel Tannor

### Rode kaarten
1 rode kaart
- Roberto Rajtsjev (tegen Frankrijk (2x geel))
- Jovan Mijatović (tegen Spanje (2x geel))
- Engin Yıldırım (tegen Servië (2x geel))